# مدى العرب
مدى العرب (بالإنجليزية: Mada Al Arab) ويُختصر "Mada" هي شركة فلسطينية مختصة في مجال تقديم خدمات الاتصالات والانترنت والخدمات المضافة والمحتوى. وهي شركة خاصة توفر خدمات الإنترنت والاتصالات إلى قطاع الأفراد وقطاع الأعمال. خلال فترة قصيرة من إطلاق خدماتها تجاريّاً، نجحت مدى في تحقيق قصة نجاح كبيرة وأصبحت رائدة الشركات المزودة لخدمات الإتصالات، والشركة الأسرع نمواً بين شركات الإتصالات وتكنولوجيا المعلومات في السوق الفلسطيني.

## الخدمات
- خدمات الإنترنت
- الخدمات المضافة
- عناوين IP
- خدمة الفلترة
- استضافة المواقع وإدارة النطاق
- خدمة الربط البيني Data Connectivity
- خدمات DNS
- خدمات استضافة المواقع
- استضافة الخوادم Co-Location
- خدمات الإيميل
- الرسائل القصيرة Bulk SMS